# Fiat 500 Ghia Jolly
La Ghia 500 Jolly è una spiaggina costruita dalla carrozzeria Ghia, dal 1957 al 1974.

## Contesto
Realizzata sulla meccanica della Fiat Nuova 500 e in seguito anche su base Autobianchi Giardiniera,  fu tra i primi progetti di Sergio Sartorelli, appena giunto alla direzione tecnica della Ghia, dopo la fuoriuscita di Giovanni Savonuzzi.
La vettura era piuttosto costosa (aveva un prezzo quasi doppio rispetto a una normale "500") ed è stata un oggetto cult, ambito e acquistato da molti VIP della finanza, dello spettacolo o della politica, come Aristotele Onassis, Yul Brynner, Enrico Berlinguer, Mario Berrino,  e Silvio Berlusconi, per essere imbarcate sui loro yacht o per l'utilizzo come "golf cart" e nelle loro proprietà immobiliari.

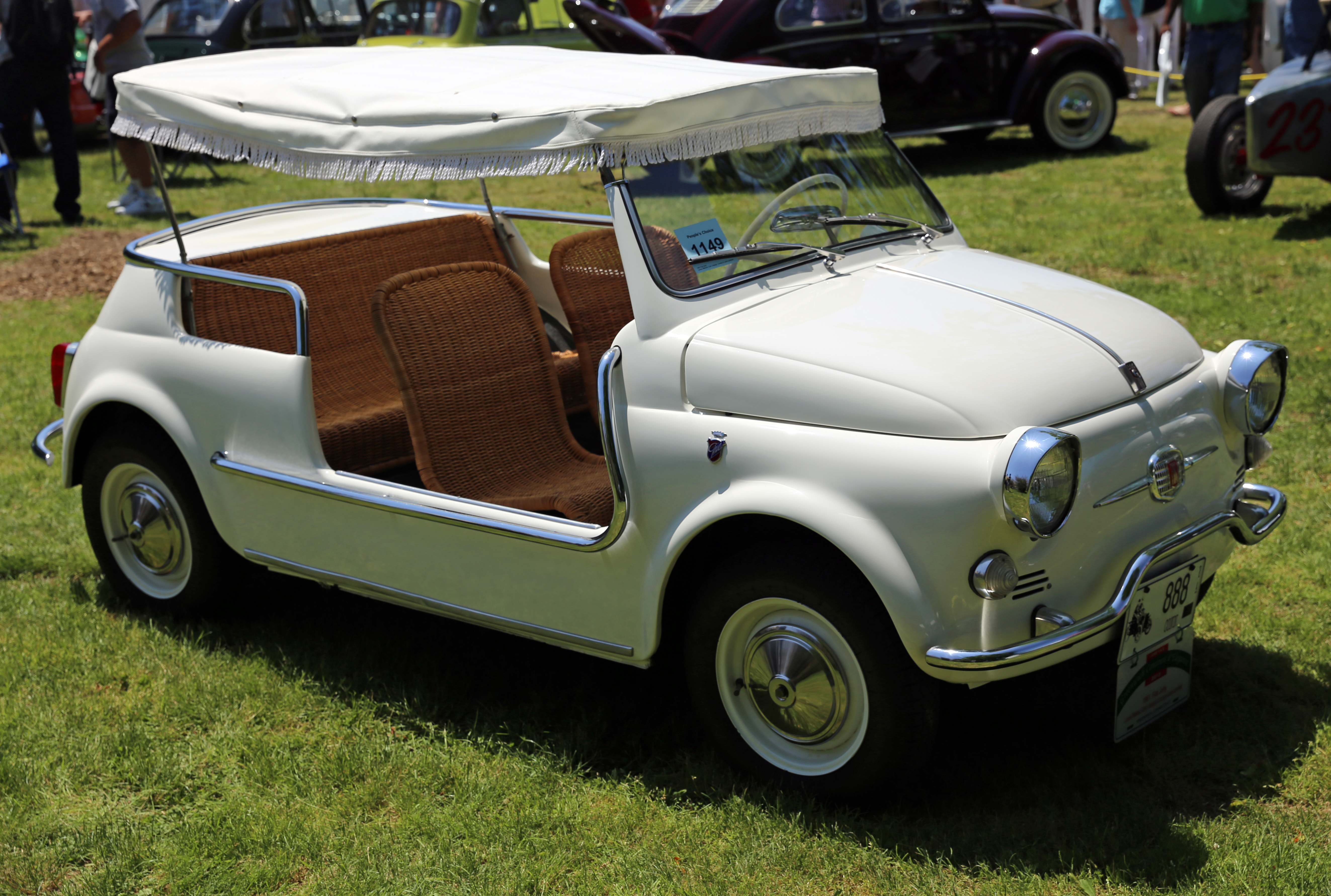
Ghia 500 Jolly con fari maggiorati per il mercato statunitense

Sono state vendute negli Stati Uniti (con fari anteriori maggiorati) tra il 1958 e il 1962 e in Europa tra il 1958 e il 1965. Alcuni esemplari hanno anche raggiunto il Sudafrica tra il 1958 e il 1960.
Non si conoscono con certezza il numero di esemplari prodotti, i registri sono andati perduti negli anni avendo la Carrozzeria Ghia passato numerose proprietà fino a diventare marchio di proprietà Ford.
Le vetture includevano protezioni ai lati e parabrezza, come copertura avevano semplicemente un tendalino di protezione per il sole (anziché una più classica capote) appoggiato su un corpo di tubature cromate, le portiere erano totalmente assenti e solo nella versione "economica" del 1965 furono installate antiestetiche catenelle. Al momento del lancio i colori disponibili erano: rosa, bianco, giallo pallido e blu cielo.
La meccanica era rimasta quella originale della FIAT con il classico bicilindrico raffreddato ad aria.
Una versione "economica" è stata disponibile dal 1965 al 1966, con paraurti normale sprovvisto delle tubature cromate e con sedili in telaio tubolare e con un cordoncino di plastica avvolto.
Le autovetture sono state costruite all'interno della sede Ghia fino al 1966, in seguito presso altre aziende fino al 1974.